# Radiomuseet, Göteborg
Radiomuseet i Göteborg visar den radiohistoriska utvecklingen inom rundradio, television, amatörradio, privatradio (CB-radio), militärradio, flygradio, fartygsradio, kustradio, landmobilradio och mobiltelefoni. Dessutom visas föremål inom näraliggande teknikområden som till exempel fast telefoni, mätinstrument, grammofoner och bandspelare.  I museet finns även ett referensbibliotek.
Museet drivs av Radiohistoriska föreningen i Västsverige och ligger på Hisingen, på Götaverkens gamla område på Lundbystrand.

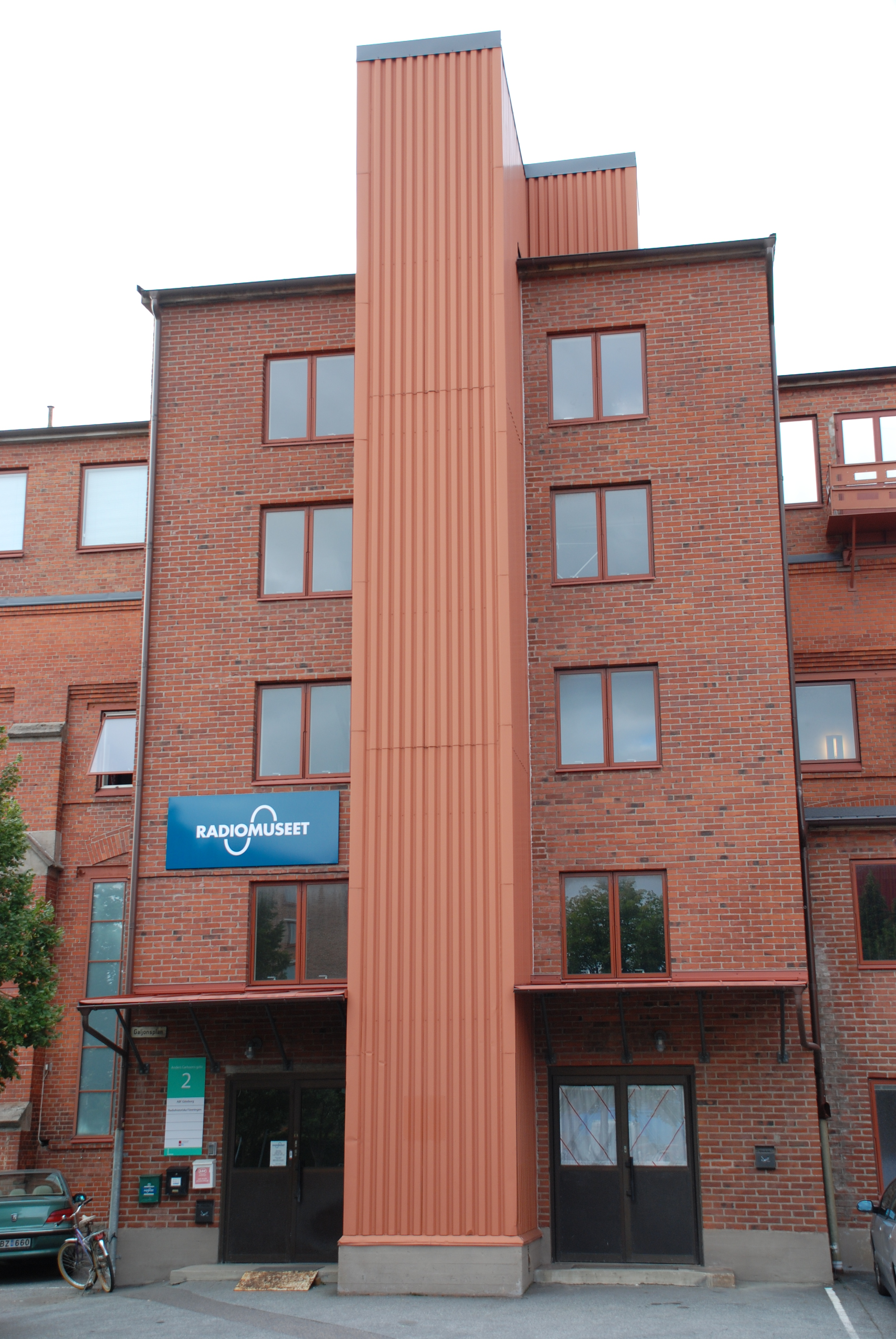
Radiomuseets entré vid Anders Carlssons gata.
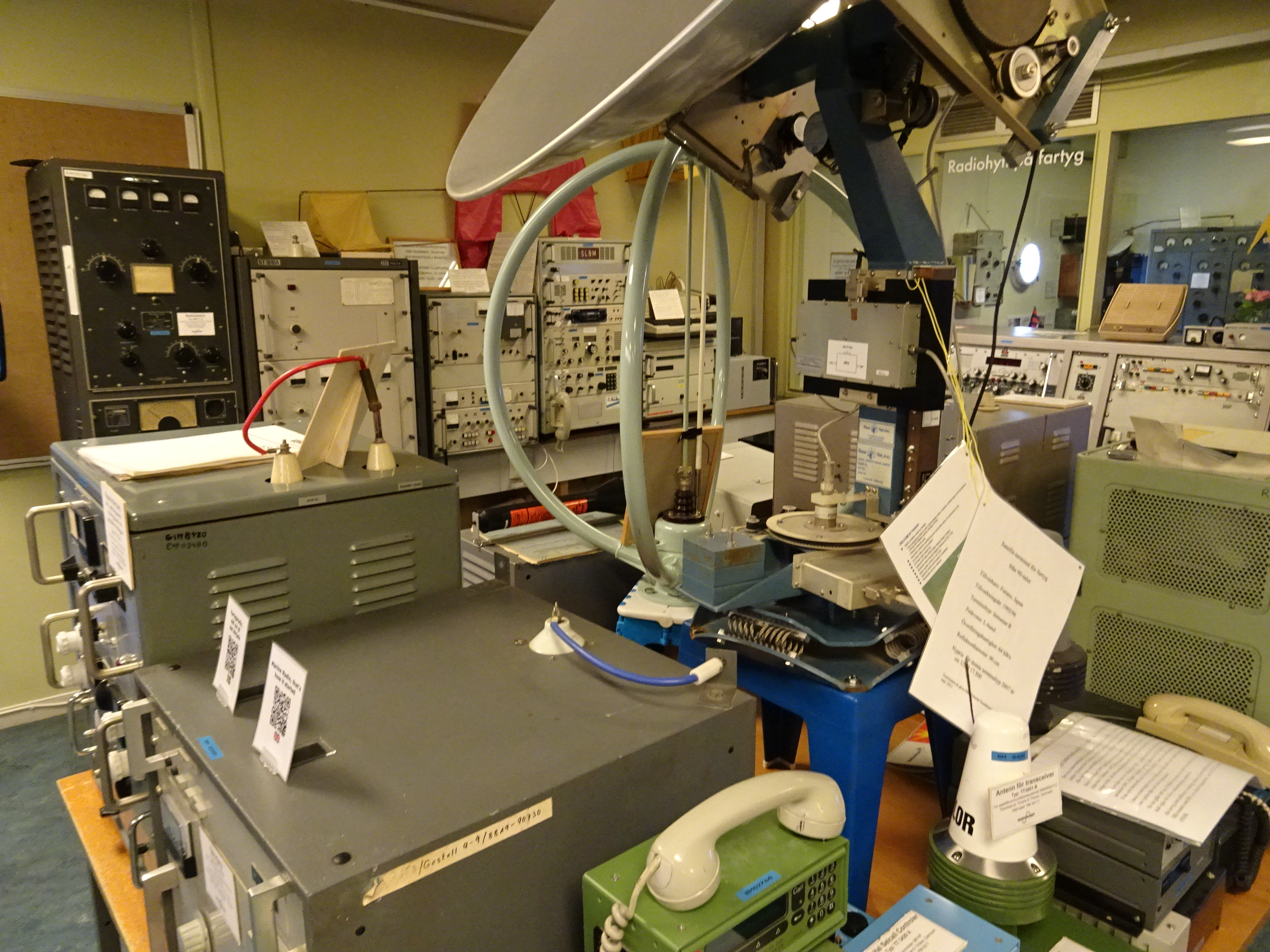
Fartygsradioavdelningen.
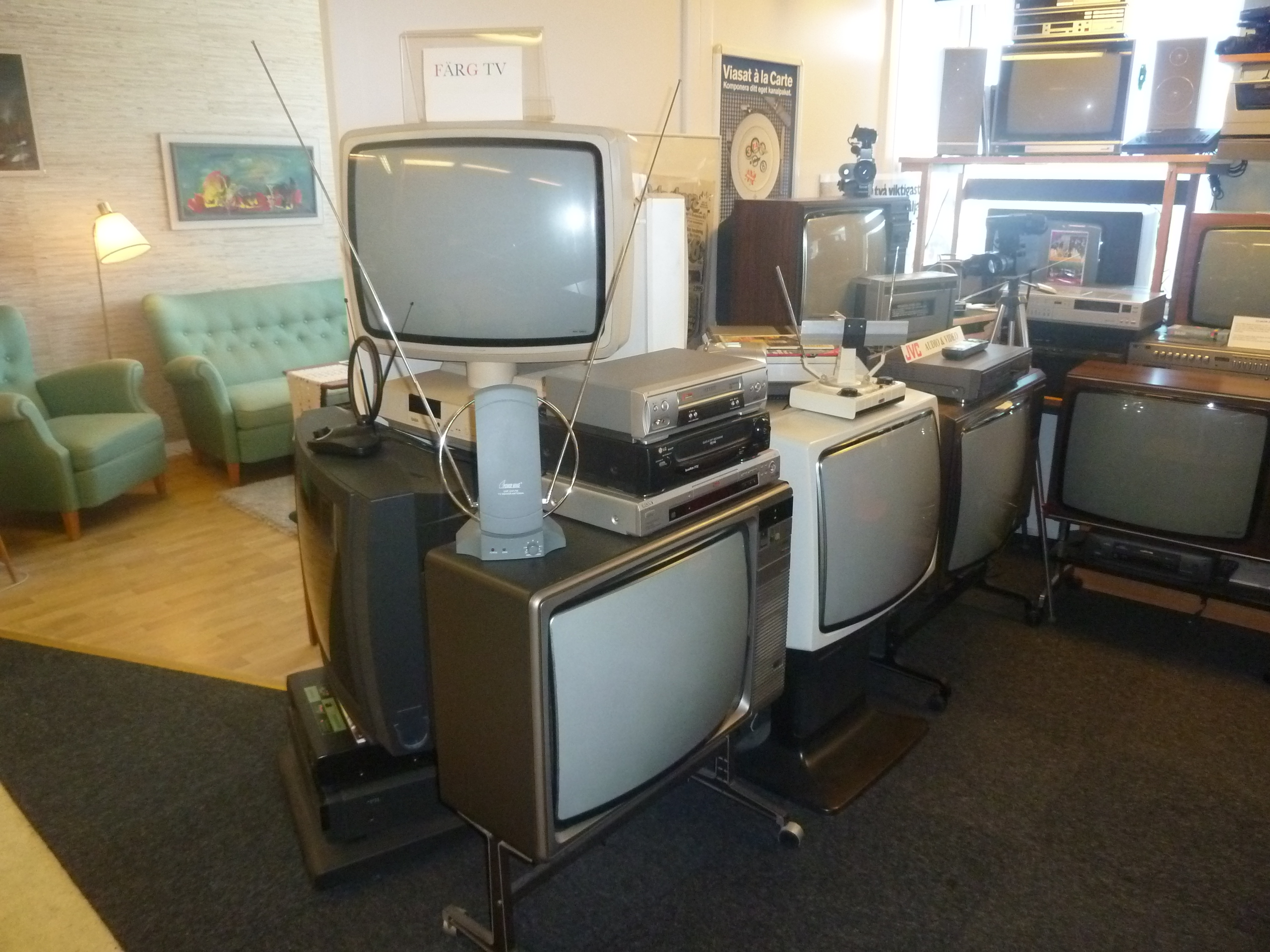
TV-avdelningen och 60-talsrummet.